# Länsrätten i Skåne län
Länsrätten i Skåne län var en av Sveriges länsrätter. Dess domkrets omfattade Skåne län. Länsrätten bedrev sin verksamhet på fem avdelningar i centrala Malmö, med kontor i Kristianstad. Länsrätten i Skåne län låg under Kammarrätten i Göteborg.
Vid länsrätten fanns även en av landets tre migrationsdomstolar vars domkrets omfattade migrationsmål från Skåne, Blekinge, Kronobergs, Kalmar och Jönköpings län.
Länsrätten i Skåne län är från den 15 februari 2010 förvaltningsrätt och benämns Förvaltningsrätten i Malmö. Migrationsdomstolar fanns därefter vid Förvaltningsrätten i Stockholm, Förvaltningsrätten i Göteborg och Förvaltningsrätten i Malmö.

## Verksamhet och organisation
Länsrätten, som var första instans bland de allmänna förvaltningsdomstolarna har som främsta uppgift att lösa konflikter mellan enskilda och myndigheter. Länsrätten handlade skattemål, utlännings- och medborgarskapsmål, socialförsäkringsmål, mål rörande tvister mellan den enskilde och kommunen med flera. Länsrätten fattade också beslut vid ansökning om omhändertagande av unga eller missbrukare. 
År 2009 beräknades cirka 17300 mål komma in till länsrätten, varav 4700 migrationsmål, 3400 biståndsmål, 2500 skattemål, 2000 socialförsäkringsmål, 1500 psykiatrimål, 600 körkortsmål, 600 mål enligt LVU och LVM samt 2000 övriga mål vilket inkluderar mål enligt kommunallagen och plan- och bygglagen.
Länsrätten bedrev sin verksamhet på fem avdelningar med lokaler i centrala Malmö med adress Kalendegatan 6. Vid länsrätten fanns cirka 240 anställda och av dessa var cirka 170 jurister, varav 42 domare. Därutöver tillkom kansli- och administrativ personal. Länsrätten hade vidare 312 nämndemän, 9 särskilda ledamöter, 19 nämndemän i fastighetstaxeringsmål och 6 värderingstekniska ledamöter.
De grundläggande utgångspunkterna för länsrättens arbetssätt var att samtliga yrkesroller renodlas. 
Detta innebar en ökad specialisering för såväl domare som föredragande jurister. Föredragande jurister, notarier och domstolssekreterare deltog självständigt i målens beredning. Samtliga skattemål fördes samman till en avdelning och en avdelning var specialiserad på socialförsäkringsmål. Vidare handlade migrationsmålen av två specialiserade avdelningar, migrationsdomstolen. 
Länsrätten disponerade år 2009 cirka 130 miljoner kronor för sin dömande verksamhet.

## Domkrets
Eftersom Länsrättens i Skåne län domkrets bestod av Skåne län, omfattar den följande kommuner:
| - Bjuv - Bromölla - Burlöv - Båstad - Eslöv - Helsingborg - Hässleholm | - Höganäs - Hörby - Höör - Klippan - Kristianstad - Kävlinge - Landskrona | - Lomma - Lund - Malmö - Osby - Perstorp - Simrishamn - Sjöbo | - Skurup - Svedala - Staffanstorp - Svalöv - Tomelilla - Trelleborg - Vellinge | - Ystad - Åstorp - Ängelholm - Örkelljunga - Östra Göinge |

Beslut av kommunala myndigheter i dessa kommuner överklagades som regel till Länsrätten i Skåne län. Mål om offentlighet och sekretess överklagades dock direkt till Kammarrätten i Göteborg.